# Colibrí ermità gorjafosc
El colibrí ermità gorjafosc (Phaethornis squalidus) és una espècie d'ocell de la família dels troquílids (Trochilidae) que habita el sotabosc i clars dels boscos i vegetació secundària de la zona costanera del sud-est del Brasil.